# San Rocco con i santi Sebastiano, Antonio e Cristoforo
San Rocco con i santi Sebastiano, Antonio e Cristoforo è un dipinto olio su tela realizzato da Enea Salmeggia nel 1597, per la chiesa di Santa Maria Assunta e San Giacomo Maggiore di Vall'Alta frazione di Albino.

## Storia
L'opera presenta la firma e la datazione 1597: “Aeneas Salmetius Bgmas MDXCVII” venendo così considerata un'opera giovanile dell'artista, prima che si trasferisse a Milano presso la bottega del Peterzano e ben quattro anni prima che eseguisse la grande tela Sposalizio della Vergine per il duomo di Milano. Ben visibili sono le differenze importanti tra le due tele, ma questa, permette la ricostruzione cronologica delle sue opere. Il dipinto fu eseguito l'anno successivo all''Annunciazione  presente nella Certosa di Garegnano,
Il dipinto non fu considerata opera del Salmeggia ma fino al 1960 era attribuita a Federico Zuccari artista milanese che forse a Bergamo non venuto. L'attribuzione a questo artista conferma quanto questo dipinto sia lontano dallo stile pittorico del Salmeggia negli anni successivi. Sarà infatti successiva la sua ricerca alla pittura dei primi anni del Cinquecento, proponendo quell'opera classica e devozionale che divenne poi la principale caratteristica delle sue opere. L'attribuzione al milanese Zuccari confermerebbe la presenza del Salmeggia a Milano, forse nel periodo del Caravaggio (1584-1592) in quanto i due erano coetanei.
L'archivio conserva il documento che ne conferma la paternità al Salmeggia:
(Archivio diocesano - Marco Nodari)
Segue di poco il pagamento della cornice a Lorenzo Porta di lire 61 il 15 settembre 1597 e l'anno successivo il 7 marzo 1598 per 50 lire.
Il dipinto è stato oggetto di un primo restauro nel 1898 in occasione della mostra alessandrina di Bergamo tenutasi nell'antico palazzo di via Pignolo, a opera dell'artista Valentino Bernardi, risulta con un compenso di 70 lire con la sostituzione del telaio. Nel 2011 sotto la direzione della dottoressa Amalia Pacia.

## Descrizione
Il dipinto centinato è posto sull'altare dedicato a san Rocco inserito in una cornice molto semplice completa di una parte modanata barocca superiore dove è inserito il titolo dell'altare. Oltre al santo titolare vi sono raffigurati altri due santi, san Sebastiano e san Cristoforo, che si collegano alla tradizione della protezione della peste e delle epidemie. Non è dato conoscere se negli anni a cavallo dei due secoli vi fosse sul territorio della val Seriana una particolare situazione epidemica, ma sicuramente vi era sempre e costante il pericolo di un contagio, anche conseguente ai commerci e ai viaggi che la gente della valle compiva verso Venezia. I santi del dipinto sono anche venerati come protettori dei viandanti e questo confermerebbe i numerosi spostamenti dei valligiani.
L'attenzione agli appestati e ai viaggiatori nella valle è testimoniata anche nella pala dell'altare maggiore che raffigura san Mauro protettore della peste e san Giacomo il Maggiore, viaggiatore per antonomasia.
Il Salmeggia presenta una rielaborazione dei dipinti del Lotto e del Moroni, indicando quanto fosse importante lo studio delle opere presenti a Bergamo. Sul lato sinistro della tela è raffigurato san Sebastiano che volge lo sguardo verso l'osservatore avvolto in un manto rosso riprendendo opere lottesche e indica la margherita posta sul terreno ai piedi di san Rocco, indicando la nuova rinascita. Dietro di lui, poco visibile e poco riconoscibile sant'Antonio abate. Centrale il santo titolare inginocchiato rivolto verso il Bambino che è sulle spalla di san Cristoforo posto sul lato destro, con l'abito annodato sopra le ginocchia per evitare che si bagni nell'acqua del corso d'acqua. San Cristoforo si presenta piuttosto virile nell'espressione, ai appoggia a un grosso bastone, e il Bambino Gesù alza la mano con gesto benedicente. Intorno a loro il paesaggio con un albero frondoso dove l'artista sempre voler dipingere tutte le foglie sul lato sinistro, mentre il paesaggio montano si presenta su quello destro.